# 딜런 토머스

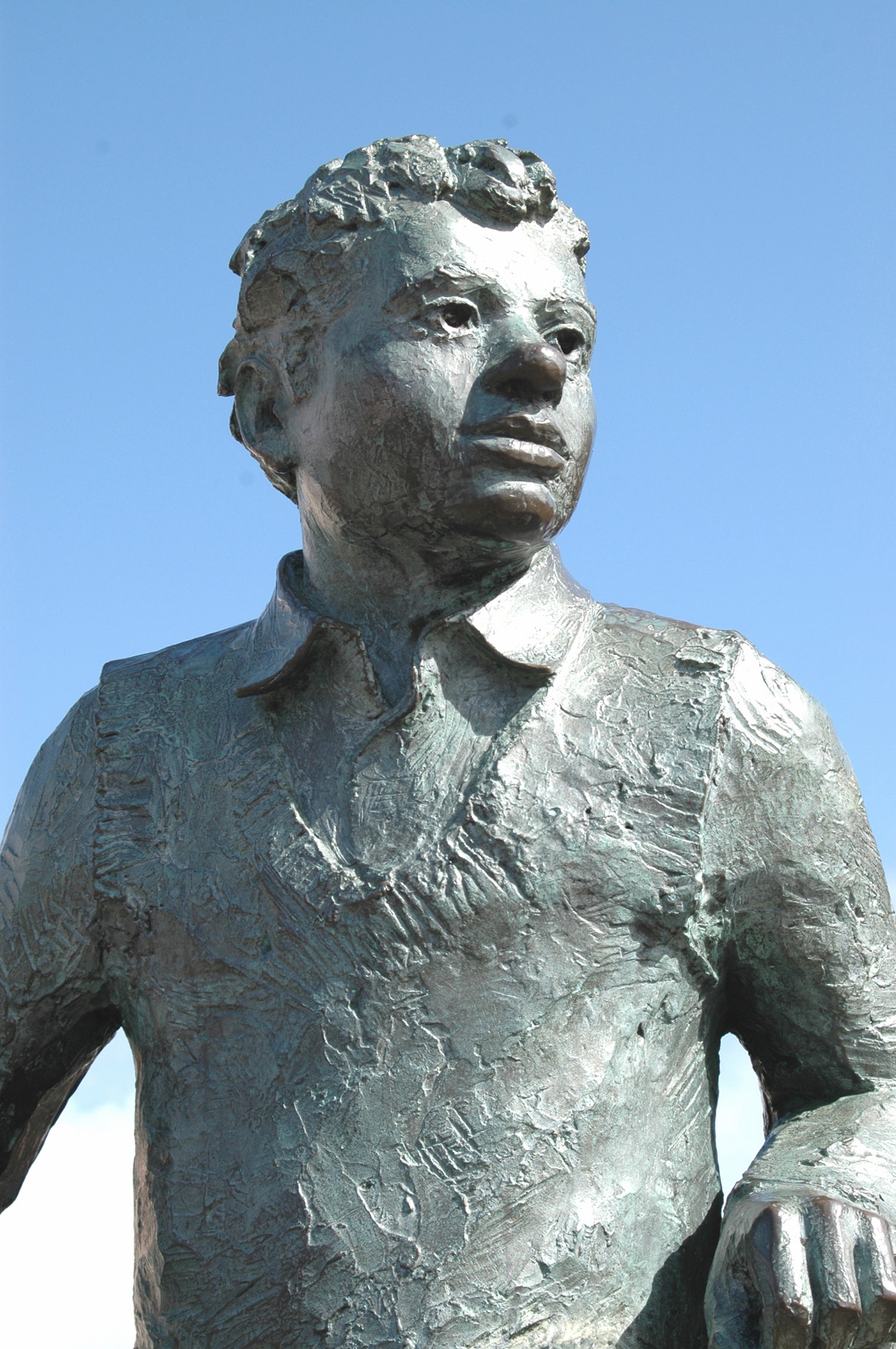
딜런 토머스 상

딜런 말레이스 토머스(Dylan Marlais Thomas, 1914년 10월 27일 - 1953년 11월 9일)는 영국 웨일스의 시인이다. 그의 첫 번째 시집은 1932년에 발간되었다.

## 설명
토머스는 평생 동안 널리 인기를 얻었으며 39세의 나이로 뉴욕에서 사망한 후에도 여전히 인기를 유지했다. 그때까지 그는 "소란스럽고 술취하고 불운한 시인"이라는 명성을 얻었다.
토머스는 1914년 웨일스 스완지에서 태어났다. 뛰어난 학생이었던 그는 16세의 나이로 1931년 학교를 그만두고 사우스 웨일스 데일리 포스트의 기자가 되었다. 그의 작품 중 상당수는 그가 아직 10대였을 때 출판되었다. 런던에 살면서 토머스는 케이틀린 맥나마라(Caitlin Macnamara)를 만났다. 그들은 1937년에 결혼하여 세 자녀(Llewelyn, Aeronwy, Colm)를 두었다.
작가로서 생계를 꾸리기가 어려웠지만 일생 동안 대중 시인으로 높이 평가되었다. 그는 독서 여행과 라디오 방송으로 수입을 늘리기 시작했다. 1940년대 후반 BBC 라디오 녹음을 통해 그는 대중의 관심을 받게 되었고, BBC에서는 문학계에서 접근 가능한 목소리로 자주 등장했다.
토마스는 1950년대에 처음으로 미국을 여행했다. 그곳에서 읽은 내용은 그에게 어느 정도 명성을 안겨주었고, 그의 변덕스러운 행동과 음주는 더욱 악화되었다. 1953년 네 번째 뉴욕 여행 중 토마스는 중병에 걸려 혼수상태에 빠졌다. 그는 1953년 11월 9일에 사망했고 그의 시신은 웨일즈로 반환되었다.
토머스는 영어로만 글을 썼지만 20세기의 가장 중요한 웨일스 시인 중 한 명으로 인정받고 있다. 그는 독창적이고 리드미컬하며 독창적인 단어와 이미지를 사용하는 것으로 유명하다. 위대한 현대 시인 중 한 명이라는 그의 위치는 많이 논의되었으며, 그는 여전히 대중에게 인기를 얻고 있다.